# Kevin F. O’Brien
Kevin Fleming O’Brien SJ (* 8. Oktober 1966 in Montreal) ist ein US-amerikanischer Jesuit, Theologe, Hochschullehrer und Autor. Er ist seit 2019 Präsident der Santa Clara University.

## Leben
O’Brien wurde im kanadischen Montreal, Quebec, geboren und wuchs in North Beach, Florida, auf, nachdem seine Familie 1970 dorthin gezogen war. Er besuchte die Cardinal Newman High School in West Palm Beach. Er studierte Staatswissenschaften an der Georgetown University in Washington, D.C. und Rechtswissenschaften an der University of Florida. Er war anschließend für das Magazin Florida Law Review sowie als Anwalt und als Lehrer an der Cardinal Newman High School in West Palm Beach tätig. Er studierte Philosophie an der Fordham University und Theologie an der Weston Jesuit School of Theology des Boston College und unterrichtete anschließend Philosophie und Ethik an der Saint Joseph’s University in Philadelphia und Wirtschaftsrecht am Le Moyne College in Syracuse, New York.
O’Brien trat 1996 der Ordensgemeinschaft der Jesuiten bei; 2006 empfing er die Priesterweihe. Er war in der Seelsorge an der Holy Trinity Catholic Church in Washington, D.C. tätig sowie Kaplan für den Jesuiten-Flüchtlingsdienst (Jesuit Refugee Service) in Los Angeles und Bolivien, Guatemala, Indien und Mexiko.
Von 2008 bis 2016 war O’Brien Professor und zuletzt Vizepräsident an der Georgetown University. 2016 wurde er zum Dekan der Jesuitenschule für Theologie der Santa Clara University (SCU) ernannt. 2019 erfolgte die Wahl zum 29. Präsidenten der SCU in Santa Clara im US-Bundesstaat Kalifornien.
Für sein Werk The Ignatian Adventure, Experiencing the Spiritual Exercises of Saint Ignatius in Daily Life wurde er 2012 mit dem Exzellenzpreis der Association of Catholic Publishers ausgezeichnet.